# Національна астрономічна обсерваторія Рожен
Національна астрономічна обсерваторія «Рожен» (болг. Национална астрономическа обсерватория — Рожен) — найбільша обсерваторія в Болгарії. Належить Інституту астрономії Болгарської академії наук. Головним інструментом обсерваторії є 2-метровий телескоп, який з 1980 по 2007 рік був найбільшим телескопом на Балканах. Обсерваторія проводить екскурсії і є значним туристичним центром.

## Розташування
Обсерваторія розташована в Родопських горах, недалеко від Чепеларе. Будівля знаходиться на висоті 1759 метрів над рівнем моря. Місце розташування обсерваторії вважається найбільш малохмарною точкою Болгарії.

## Історія
Будівництво обсерваторії було розпочато з ініціативи Болгарської академії наук у 1979 році, його вартість склала 12 млн левів, що є найбільшою разовою інвестицією у болгарську науку. Вперше у світі головний телескоп обсерваторії був піднятий на 20 метрів над поверхнею землі, щоб запобігти спотворенню зображення інверсійним повітряним шаром. Телескоп знаходиться у вежі діаметром 20 м та висотою 36 м. Комплекс обсерваторії включає вежі з телескопами, метеорологічну станцію, житлові будинки.
Обсерваторію відкрито 13 березня 1981 року. Астрономічні спостереження почалися вже 1980 року, і ще до офіційного відкриття астрономи знайшли понад 100 нових астероїдів, 16 з яких отримали власні болгарські назви.
В 2010 році, після скорочення бюджету Болгарської академії наук, обсерваторія опинялась на грані ліквідації.
В обсерваторії планується будівництво станції європейської радіоінтерферометричної мережі LOFAR.

## Інструменти
- Головний телескоп рефлектор Річі—Кретьєна з діаметром головного дзеркала 2 метри, виробництва заводу Carl Zeiss у Відні[5]
- 1,5-метровий телескоп ASA AZ1500[5]
- 60-сантиметровий телескоп Кассегрена[5]
- 50/70-сантиметровий телескоп Шмідта[5]
- 15-сантиметровий коронограф[5], встановлений на сонячній вежі 2015 року

## Туризм
Обсерваторія є популярним туристичним об'єктом, у ній обладнаний центр відвідування з 18-сантиметровим демонстраційним телескопом. Є лекційний зал та музейна експозиція. Обсерваторію щорічно відвідують 10-12 тисяч туристів.

## В культурі
- Астероїд 6267 Рожен був відкритий в обсерваторії та названий на її честь[6].